# Hugo Alves Velame
Hugo Alves Velame (Duque de Caxias, 23 juli 1974) is een Braziliaans voormalig voetballer die als aanvaller speelde. 
Hij was afkomstig uit de jeugd van CR Flamengo waar hij tussen 1993 en 1995 ook in het eerste team speelde. In 1994 werd hij door Piet de Visser en Frans Bouwmeester samen met Gláucio gescout voor Feyenoord. Gláucio werd gecontracteerd maar over Hugo werd geen overeenstemming bereikt met Flamengo. Hierna werd hij verhuurd aan Bahia, Fluminense en Guarani. Hugo, zijn voetbalnaam, is vooral bekend van zijn tijd als spits of aanvallende middenvelder bij FC Groningen. In 1997 kwam hij samen met Leonardo, zijn teamgenoot bij Flamengo, bij Groningen waar beiden een vierjarig contract tekenden. Begin 2001 verlengde hij zijn contract tot medio 2005. Leonardo vertrok medio 2001 naar Feyenoord. Hierna speelde hij een seizoen op Cyprus voor AE Paphos en in 2006 ook nog kort voor BV Veendam. 
Hugo, die tevens de Nederlandse nationaliteit verkreeg, werkte vanaf het seizoen 2007/08 als jeugdtrainer bij FC Groningen. Met ingang van seizoen 2016-2017 was Hugo trainer van de A1 van SC Cambuur. Hij was kort hoofdtrainer van VV Pelikaan-S. In 2018 werd Hugo trainer van het zaterdagteam van HFC '15. Ook trainde hij jeugdteams bij regionale amateurclubs. Van 2020 tot 2022 was hij jeugdtrainer bij Ittihad Club in Saoedi-Arabië. In 2023 was hij assistent-bondscoach van het vrouwenteam van Jordanië. In augustus 2024 ging hij werken als assistent trainer van de jeugd bij Umm Salal SC in Qatar.
Hij is gehuwd en heeft vijf kinderen.

## Spelersloopbaan
- 1993/97:  CR Flamengo
- 1995:     EC Bahia (huur)
- 1996:     Fluminense (huur)[7]
- 1997:     Guarani FC (huur)
- 1997/05:  FC Groningen
- 2005/06:  AE Paphos
- 2006:     BV Veendam